# Ricky Talan
Ricardo (Ricky) Talan (Katwijk, 3 november 1960 – Zevenaar,  30 september 2015) was een Nederlands profvoetballer die achtereenvolgens speelde voor AZ '67, Haarlem en Vitesse.

## Loopbaan
Talan kwam in 1978 op 17-jarige leeftijd van de amateurvereniging vv Katwijk naar AZ'67. In september 1978 maakte hij zijn debuut in de Eredivisie in een thuiswedstrijd tegen Feyenoord. Talan viel in voor Pier Tol. De eerste jaren kwam hij weinig tot spelen bij AZ, dat in 1981 kampioen werd en destijds verschillende topspelers onder contract had staan. Na een verhuurperiode bij Cercle Brugge in seizoen 1981/82 was er sprake van een transfer naar de Belgische ploeg. Talan keerde echter terug bij AZ en wist zich in de inmiddels uitgeklede ploeg in de basis te spelen. In seizoen 1982/83 scoorde hij 16 doelpunten in 29 wedstrijden met in het begin van het seizoen een hattrick tegen zowel FC Utrecht als Helmond Sport.
In 1984 was Talan langdurig afwezig door een knieblessure. In seizoen 1985/86 werd hij verhuurd aan FC Haarlem. Omdat hij daar niet voldeed, werd de huurovereenkomst in december 1985 beëindigd. Hij werd door AZ vervolgens verkocht aan Vitesse, dat op dat moment in de Eerste divisie uitkwam. Medio 1988 viel hij bij Vitesse buiten de boot en nadat een overschrijving naar GVVV en een verhuur aan Sparta niet doorgingen, beëindigde hij zijn loopbaan als betaald voetballer. Talan ging hierna voor VV Rheden spelen, waarmee hij in 1992 de Zondag Hoofdklasse B en het kampioenschap bij de zondagamateurs won. In 1993 ging hij voor SV Babberich spelen.

## Privéleven
Ricky Talan overleed in 2015 op 54-jarige leeftijd na een langdurende ziekte. Hij was de oudere broer van Jeffrey Talan, eveneens profvoetballer.

## Carrièrestatistieken
| seizoen | club            | competitie     | wed. | dlp. |
| ------- | --------------- | -------------- | ---- | ---- |
| 1978/79 | AZ '67          | Eredivisie     | 1    | 0    |
| 1979/80 | AZ '67          | Eredivisie     | 7    | 0    |
| 1980/81 | AZ '67          | Eredivisie     | 3    | 0    |
| 1981/82 | AZ '67          | Eredivisie     | 1    | 0    |
| 1981/82 | → Cercle Brugge | Eerste Klasse  | 13   | 2    |
| 1982/83 | AZ '67          | Eredivisie     | 29   | 16   |
| 1983/84 | AZ '67          | Eredivisie     | 33   | 20   |
| 1984/85 | AZ '67          | Eredivisie     | 21   | 3    |
| 1985/86 | → HFC Haarlem   | Eredivisie     | 13   | 2    |
| 1985/86 | SBV Vitesse     | Eerste divisie | 17   | 11   |
| 1986/87 | SBV Vitesse     | Eerste divisie | 27   | 11   |
| 1987/88 | SBV Vitesse     | Eerste divisie | 34   | 16   |

## Erelijst

### Met AZ'67
| Nationaal               |    |         |
| Landskampioen Nederland | 1x | 1980/81 |